# Стефан Стратимирович
Стефан Стратимирович е сръбски православен митрополит на Сремски Карловци от 1790 до 1836 г., т.е. на православните във Войводина и по военната граница. 

## Биография
Произхожда от спахийско семейство с произход от Херцеговина.
На 17 юли 1745 г. семейството му получава имение в Кулпин и благородство за военните си заслуги от императрица Мария Терезия. На 30 ноември 1793 г. митрополит Стефан съставя в Кулпин „Родословие на рода Стратимировичи“. Получава солидно образование за времето си, включително във Виена. По-късно се завръща в Бачка, където започва гимназия в Нови Сад, която продължава в Сегед, Кечкемет и я завършва във Вац. Мести се от Вац през 1775 г., за да учи философия и право в Буда и Виена. В Буда, както и преди в Сегед, Стефан е много популярен, завързвайки контакти със съученици, които по-късно ще станат важни фигури в Унгария и Хърватия. Той поддържа тези социални връзки през целия си живот, както в интерес на своя сръбски народ, така и на своята православна църква. След това учи "юридически науки" (право) в имперската столица Виена при проф. Фандърнат.
Като правоспособен юрист отива в Сремски Карловци, където се свързва с тогавашния архиепископ и митрополит Моисей Пътник (Моисей Путник), след което учи богословие частно в Сремски Карловци по препоръка на митрополита при архимандрит Йован Раич, тъй като по това време не съществуват сръбски духовни училища. Приема схима на 29 юни 1784 г., а скоро след това на 15 август 1784 г. става Крушедолски архимандрит. Бързо преминава всички монашески звания през същата 1784 г., помагайки в двора на митрополит Моисей и в управлението на църковните и обществените дела.
На 15 май 1786 г. е избран за епископ на епископството на Буда в конкуренция с архимандритите Генадий Димович от Раковица и Кирил Живкович от Гръгетег. Тримата кандидати са приети от австрийския император Йосиф II, и той избира най-младия от тях – Стефан Стратимирович. Ръкоположен е на 15 юни 1786 г. за епископ на Буда, какъвто е в периода 1786-1790 г. По време на последната австро-турска война съхранява ценния карловацки църковен митрополитски архив, който му е поверен като предпазна мярка и успява да го опази. 
Избран е за Карловачки митрополит на 33 години на събор в Тимишоара на 29 октомври 1790 г. На събора е най-младият епископ и по-възрастните епископи не скриват недоволството си от това. Въпреки това Стратимирович е одобрен за митрополит от унгарския парламент в Пожун и насетне е напълно приет от колегите си.
Като митрополит на Карловац Стратимирович остава в историята с изграждането на образователните институции на Войводина, което начинание се увенчава с успех най-вече благодарение спомоществователството на търговеца от български произход Димитър Атанасиевич Събов. През 1791/92 г. е основана Карловачката гимназия, през 1793 г. – Карловачката семинария, през 1797 г. Стефанеума, а през 1809 г. и „Рисувателно училище“ към училището в Карловци. На тази база през 1810 г. е основана и гимназията в Нови Сад. Митрополит Стратимирович организира и попълва митрополитската библиотека, въвежда ред в църквата и дисциплина сред духовенството. Години наред той е абсолютния лидер на сърбите в Австрийската империя и решително се противопоставя на асимилаторската политика на Виена в посока южнославянско обединение под имперския скиптър. Църковният живот на сърбите се ръководи от него решително, енергично и разумно в продължение на близо половин век.
Стефан Стратимирович е решителен противник на езиковите реформи на Доситей Обрадович и Вук Стефанович Караджич, по-известни като вукова реформа. Помага на въстаниците от Първото сръбско въстание. През лятото на 1804 г. Стратимирович тайно изпраща в Санкт Петербург политически трактат, в който настоява за руско посредничество Сърбия да придобие правата на автономната Йонийска република. Митрополит Стефан Стратимирович става масон в края на 18 век. От 1792 г. е таен императорски съветник на Свещената Римска империя.
Той е и любител на науката и литературата, като самият той е писател. Оставя значителен брой свои произведения, но само две от неговите произведения са отпечатани приживе. Като полиглот оставя свои произведения на латински, немски и сръбски език на историческа и богословска тематика. Някои от произведенията му са отпечатани след смъртта му. Бил е член на Ученото общество в Гьотинген.
Митрополит Стратимирович е и меценат на войводинските художници, както ценител и любител на изобразителното изкуство. Преди смъртта си основава на свое име „стипендия за православни ученици” с учредителна грамота от 1836 г., дарявайки солидна сума. Управлението на дарението е възложено на Карловачкия митрополит и помощниците му. За заслуги е награден с австрийския орден „Леополд“ първа степен.
Умира внезапно в нощта между 23 и 24 септември 1836 г. в Сремски Карловци. Погребан е в катедралата на Карловац до митрополит Павел Ненадович.